# Je t'aime... moi non plus
Je t'aime... moi non plus is een Frans duet geschreven door Serge Gainsbourg. De single werd uitgebracht in 1969 en wordt gezongen door Gainsbourg en Jane Birkin.  
Het lied werd een internationale hit, hoewel het in vele landen verboden was omwille van de expliciet seksuele getintheid. De typische zangstijl van de vrouwenstem is later aangeduid als "zuchtzingen".

## Geschiedenis
De eerste versie van het lied dateert uit 1967. Brigitte Bardot vroeg Gainsbourg om "het mooiste liefdeslied" te schrijven.  Het resultaat was een versie van Je t'aime... moi non plus met Gainsbourg en Bardot. Haar toenmalige echtgenoot Gunter Sachs was niet ingenomen met het lied, waarop Bardot de release van de single tegenhield.
In 1968 speelde Gainsbourg in de film Slogan samen met de Engelse actrice Jane Birkin. Hij liet haar de onuitgegeven versie van het lied horen. Birkin was zo onder de indruk van het lied dat het opnieuw werd opgenomen. Birkin zong het lied wel een octaaf hoger dan Bardot. De single werd in 1969 uitgebracht. In veel landen werd het lied verboden vanwege de seksuele associaties. Er is zelfs gespeculeerd dat het lied werd opgenomen terwijl Gainsbourg en Birkin daadwerkelijk de liefde bedreven. Het kwam daarbij zover dat het lied werd uitgegeven onder het platenlabel Fontana, terwijl het in werkelijkheid van het label Philips was. Ook stond er in vele landen op de cover dat het lied verboden was onder de 21 jaar.
In 1974 werd de single heruitgebracht in Nederland. Dankzij beide noteringen is de single een van de succesvolste hits die in de Nederlandse Top 40 hebben gestaan. In 1969 stond het op nr. 1 in de jaarlijst van zowel de Top 40 als de Hilversum 3 Top 30, terwijl het in geen van beide hitlijsten dat jaar op de eerste plaats heeft gestaan.
In 1986 kwam Brigitte Bardot op haar beslissing om de release van de oorspronkelijke single tegen te houden terug, waarna het originele lied alsnog werd uitgebracht.

## Covers
Het lied werd verschillende malen gecoverd, onder meer als disconummer door Donna Summer en producer Giorgio Moroder in 1977. Trafassi bracht in 1984 een Nederlandstalige versie uit onder de titel Me Jam. In 2002 maakten Sven Väth en Miss Kittin er een danceversie van.

## Betekenis van de titel
De titel en tekst "Je t'aime... moi non plus" kan bij letterlijke vertaling verkeerd begrepen worden. Birkin zingt Je t'aime (ik hou van je) waarop Gainsbourg antwoordt "Moi non plus", wat letterlijk "ik ook niet" betekent, maar hier gebruikt wordt als "ik ook van jou". Gainsbourg werd voor titel en tekst geïnspireerd door een uitspraak van Salvador Dalí: "Picasso est espagnol, moi aussi. Picasso est un génie, moi aussi. Picasso est communiste, moi non plus" ("Picasso is Spaans, ik ook. Picasso is een genie, ik ook. Picasso is een communist, ik ook niet").

## Hitnoteringen

### Nederlandse Top 40
| Hitnotering week 1 t/m 29: 24-05-1969 t/m 06-12-1969 week 30 t/m 39: 02-02-1974 t/m 06-04-1974 | Hitnotering week 1 t/m 29: 24-05-1969 t/m 06-12-1969 week 30 t/m 39: 02-02-1974 t/m 06-04-1974 | Hitnotering week 1 t/m 29: 24-05-1969 t/m 06-12-1969 week 30 t/m 39: 02-02-1974 t/m 06-04-1974 | Hitnotering week 1 t/m 29: 24-05-1969 t/m 06-12-1969 week 30 t/m 39: 02-02-1974 t/m 06-04-1974 | Hitnotering week 1 t/m 29: 24-05-1969 t/m 06-12-1969 week 30 t/m 39: 02-02-1974 t/m 06-04-1974 | Hitnotering week 1 t/m 29: 24-05-1969 t/m 06-12-1969 week 30 t/m 39: 02-02-1974 t/m 06-04-1974 | Hitnotering week 1 t/m 29: 24-05-1969 t/m 06-12-1969 week 30 t/m 39: 02-02-1974 t/m 06-04-1974 | Hitnotering week 1 t/m 29: 24-05-1969 t/m 06-12-1969 week 30 t/m 39: 02-02-1974 t/m 06-04-1974 | Hitnotering week 1 t/m 29: 24-05-1969 t/m 06-12-1969 week 30 t/m 39: 02-02-1974 t/m 06-04-1974 | Hitnotering week 1 t/m 29: 24-05-1969 t/m 06-12-1969 week 30 t/m 39: 02-02-1974 t/m 06-04-1974 | Hitnotering week 1 t/m 29: 24-05-1969 t/m 06-12-1969 week 30 t/m 39: 02-02-1974 t/m 06-04-1974 | Hitnotering week 1 t/m 29: 24-05-1969 t/m 06-12-1969 week 30 t/m 39: 02-02-1974 t/m 06-04-1974 | Hitnotering week 1 t/m 29: 24-05-1969 t/m 06-12-1969 week 30 t/m 39: 02-02-1974 t/m 06-04-1974 | Hitnotering week 1 t/m 29: 24-05-1969 t/m 06-12-1969 week 30 t/m 39: 02-02-1974 t/m 06-04-1974 | Hitnotering week 1 t/m 29: 24-05-1969 t/m 06-12-1969 week 30 t/m 39: 02-02-1974 t/m 06-04-1974 | Hitnotering week 1 t/m 29: 24-05-1969 t/m 06-12-1969 week 30 t/m 39: 02-02-1974 t/m 06-04-1974 | Hitnotering week 1 t/m 29: 24-05-1969 t/m 06-12-1969 week 30 t/m 39: 02-02-1974 t/m 06-04-1974 | Hitnotering week 1 t/m 29: 24-05-1969 t/m 06-12-1969 week 30 t/m 39: 02-02-1974 t/m 06-04-1974 | Hitnotering week 1 t/m 29: 24-05-1969 t/m 06-12-1969 week 30 t/m 39: 02-02-1974 t/m 06-04-1974 | Hitnotering week 1 t/m 29: 24-05-1969 t/m 06-12-1969 week 30 t/m 39: 02-02-1974 t/m 06-04-1974 | Hitnotering week 1 t/m 29: 24-05-1969 t/m 06-12-1969 week 30 t/m 39: 02-02-1974 t/m 06-04-1974 | Hitnotering week 1 t/m 29: 24-05-1969 t/m 06-12-1969 week 30 t/m 39: 02-02-1974 t/m 06-04-1974 |
| Week:                                                                                          | 1                                                                                              | 2                                                                                              | 3                                                                                              | 4                                                                                              | 5                                                                                              | 6                                                                                              | 7                                                                                              | 8                                                                                              | 9                                                                                              | 10                                                                                             | 11                                                                                             | 12                                                                                             | 13                                                                                             | 14                                                                                             | 15                                                                                             | 16                                                                                             | 17                                                                                             | 18                                                                                             | 19                                                                                             | 20                                                                                             | 21                                                                                             |
| ---------------------------------------------------------------------------------------------- | ---------------------------------------------------------------------------------------------- | ---------------------------------------------------------------------------------------------- | ---------------------------------------------------------------------------------------------- | ---------------------------------------------------------------------------------------------- | ---------------------------------------------------------------------------------------------- | ---------------------------------------------------------------------------------------------- | ---------------------------------------------------------------------------------------------- | ---------------------------------------------------------------------------------------------- | ---------------------------------------------------------------------------------------------- | ---------------------------------------------------------------------------------------------- | ---------------------------------------------------------------------------------------------- | ---------------------------------------------------------------------------------------------- | ---------------------------------------------------------------------------------------------- | ---------------------------------------------------------------------------------------------- | ---------------------------------------------------------------------------------------------- | ---------------------------------------------------------------------------------------------- | ---------------------------------------------------------------------------------------------- | ---------------------------------------------------------------------------------------------- | ---------------------------------------------------------------------------------------------- | ---------------------------------------------------------------------------------------------- | ---------------------------------------------------------------------------------------------- |
| Positie:                                                                                       | 31                                                                                             | 17                                                                                             | 9                                                                                              | 5                                                                                              | 4                                                                                              | 2                                                                                              | 2                                                                                              | 2                                                                                              | 3                                                                                              | 7                                                                                              | 8                                                                                              | 8                                                                                              | 10                                                                                             | 9                                                                                              | 10                                                                                             | 12                                                                                             | 10                                                                                             | 9                                                                                              | 3                                                                                              | 3                                                                                              | 4                                                                                              |
| Week:                                                                                          | 22                                                                                             | 23                                                                                             | 24                                                                                             | 25                                                                                             | 26                                                                                             | 27                                                                                             | 28                                                                                             | 29                                                                                             |                                                                                                |                                                                                                | 30                                                                                             | 31                                                                                             | 32                                                                                             | 33                                                                                             | 34                                                                                             | 35                                                                                             | 36                                                                                             | 37                                                                                             | 38                                                                                             | 39                                                                                             |                                                                                                |
| Positie:                                                                                       | 7                                                                                              | 10                                                                                             | 14                                                                                             | 24                                                                                             | 28                                                                                             | 35                                                                                             | 33                                                                                             | 30                                                                                             | uit                                                                                            |                                                                                                | 31                                                                                             | 13                                                                                             | 9                                                                                              | 7                                                                                              | 6                                                                                              | 4                                                                                              | 6                                                                                              | 15                                                                                             | 28                                                                                             | 40                                                                                             | uit                                                                                            |

### NederlandseHilversum 3 Top 30/Nationale Hitparade
| Hitnotering week 1 t/m 25: 24-05-1969 t/m 08-11-1969 week 26 t/m 33: 02-02-1974 t/m 23-03-1974 | Hitnotering week 1 t/m 25: 24-05-1969 t/m 08-11-1969 week 26 t/m 33: 02-02-1974 t/m 23-03-1974 | Hitnotering week 1 t/m 25: 24-05-1969 t/m 08-11-1969 week 26 t/m 33: 02-02-1974 t/m 23-03-1974 | Hitnotering week 1 t/m 25: 24-05-1969 t/m 08-11-1969 week 26 t/m 33: 02-02-1974 t/m 23-03-1974 | Hitnotering week 1 t/m 25: 24-05-1969 t/m 08-11-1969 week 26 t/m 33: 02-02-1974 t/m 23-03-1974 | Hitnotering week 1 t/m 25: 24-05-1969 t/m 08-11-1969 week 26 t/m 33: 02-02-1974 t/m 23-03-1974 | Hitnotering week 1 t/m 25: 24-05-1969 t/m 08-11-1969 week 26 t/m 33: 02-02-1974 t/m 23-03-1974 | Hitnotering week 1 t/m 25: 24-05-1969 t/m 08-11-1969 week 26 t/m 33: 02-02-1974 t/m 23-03-1974 | Hitnotering week 1 t/m 25: 24-05-1969 t/m 08-11-1969 week 26 t/m 33: 02-02-1974 t/m 23-03-1974 | Hitnotering week 1 t/m 25: 24-05-1969 t/m 08-11-1969 week 26 t/m 33: 02-02-1974 t/m 23-03-1974 | Hitnotering week 1 t/m 25: 24-05-1969 t/m 08-11-1969 week 26 t/m 33: 02-02-1974 t/m 23-03-1974 | Hitnotering week 1 t/m 25: 24-05-1969 t/m 08-11-1969 week 26 t/m 33: 02-02-1974 t/m 23-03-1974 | Hitnotering week 1 t/m 25: 24-05-1969 t/m 08-11-1969 week 26 t/m 33: 02-02-1974 t/m 23-03-1974 | Hitnotering week 1 t/m 25: 24-05-1969 t/m 08-11-1969 week 26 t/m 33: 02-02-1974 t/m 23-03-1974 | Hitnotering week 1 t/m 25: 24-05-1969 t/m 08-11-1969 week 26 t/m 33: 02-02-1974 t/m 23-03-1974 | Hitnotering week 1 t/m 25: 24-05-1969 t/m 08-11-1969 week 26 t/m 33: 02-02-1974 t/m 23-03-1974 | Hitnotering week 1 t/m 25: 24-05-1969 t/m 08-11-1969 week 26 t/m 33: 02-02-1974 t/m 23-03-1974 | Hitnotering week 1 t/m 25: 24-05-1969 t/m 08-11-1969 week 26 t/m 33: 02-02-1974 t/m 23-03-1974 | Hitnotering week 1 t/m 25: 24-05-1969 t/m 08-11-1969 week 26 t/m 33: 02-02-1974 t/m 23-03-1974 |
| Week:                                                                                          | 1                                                                                              | 2                                                                                              | 3                                                                                              | 4                                                                                              | 5                                                                                              | 6                                                                                              | 7                                                                                              | 8                                                                                              | 9                                                                                              | 10                                                                                             | 11                                                                                             | 12                                                                                             | 13                                                                                             | 14                                                                                             | 15                                                                                             | 16                                                                                             | 17                                                                                             | 18                                                                                             |
| ---------------------------------------------------------------------------------------------- | ---------------------------------------------------------------------------------------------- | ---------------------------------------------------------------------------------------------- | ---------------------------------------------------------------------------------------------- | ---------------------------------------------------------------------------------------------- | ---------------------------------------------------------------------------------------------- | ---------------------------------------------------------------------------------------------- | ---------------------------------------------------------------------------------------------- | ---------------------------------------------------------------------------------------------- | ---------------------------------------------------------------------------------------------- | ---------------------------------------------------------------------------------------------- | ---------------------------------------------------------------------------------------------- | ---------------------------------------------------------------------------------------------- | ---------------------------------------------------------------------------------------------- | ---------------------------------------------------------------------------------------------- | ---------------------------------------------------------------------------------------------- | ---------------------------------------------------------------------------------------------- | ---------------------------------------------------------------------------------------------- | ---------------------------------------------------------------------------------------------- |
| Positie:                                                                                       | 21                                                                                             | 12                                                                                             | 9                                                                                              | 5                                                                                              | 3                                                                                              | 2                                                                                              | 2                                                                                              | 2                                                                                              | 2                                                                                              | 8                                                                                              | 10                                                                                             | 9                                                                                              | 9                                                                                              | 9                                                                                              | 17                                                                                             | 19                                                                                             | 19                                                                                             | 14                                                                                             |
| Week:                                                                                          | 19                                                                                             | 20                                                                                             | 21                                                                                             | 22                                                                                             | 23                                                                                             | 24                                                                                             | 25                                                                                             |                                                                                                |                                                                                                | 26                                                                                             | 27                                                                                             | 28                                                                                             | 29                                                                                             | 30                                                                                             | 31                                                                                             | 32                                                                                             | 33                                                                                             |                                                                                                |
| Positie:                                                                                       | 9                                                                                              | 2                                                                                              | 4                                                                                              | 7                                                                                              | 15                                                                                             | 19                                                                                             | 26                                                                                             | uit                                                                                            |                                                                                                | 28                                                                                             | 17                                                                                             | 8                                                                                              | 8                                                                                              | 6                                                                                              | 4                                                                                              | 11                                                                                             | 21                                                                                             | uit                                                                                            |

### NPO Radio 2 Top 2000
| Nummer met noteringen in de NPO Radio 2 Top 2000 | '99 | '00  | '01  | '02  | '03  | '04  | '05  | '06  | '07  | '08  | '09  | '10 | '11  | '12  | '13  |
| ------------------------------------------------ | --- | ---- | ---- | ---- | ---- | ---- | ---- | ---- | ---- | ---- | ---- | --- | ---- | ---- | ---- |
| Je t'aime… moi non plus                          | 933 | 1140 | 1441 | 1910 | 1822 | 1309 | 1641 | 1729 | 1723 | 1629 | 1733 | -   | 1764 | 1511 | 1980 |

1. ↑  Een '-' betekent dat het nummer niet was genoteerd en een vetgedrukt getal geeft de hoogste notering aan.
2. ↑  Deze tabel is bijgewerkt tot en met de laatste editie (2024).